# Dezső Korniss
Dans le nom hongrois Korniss Dezső, le nom de famille précède le prénom, mais cet article utilise l’ordre habituel en français Dezső Korniss, où le prénom précède le nom.
Dezső Korniss, né le 1er décembre 1908 à Beszterce et mort le 17 août 1984 à Budapest, est un graphiste, affichiste et peintre d'Avant-garde hongrois. 

## Biographie
Il commence ses études entre 1923 et 1925 au sein de l'école privée d'Artúr Podolini-Volkmann, puis les poursuit jusqu'en 1929 à l'École supérieure des beaux-arts. Ses maîtres y sont István Csók et János Vaszary. Il effectue plusieurs voyages d'études entre 1930 et 1931 à Paris, Bruxelles et Amsterdam. 
Il est capturé comme soldat au cours de la Seconde Guerre mondiale et n'est libéré qu'en 1945. Il rejoint par la suite l'École européenne, laquelle disparaît en 1948. Il quitte la Hongrie en 1949.